# Borek Wielkopolski

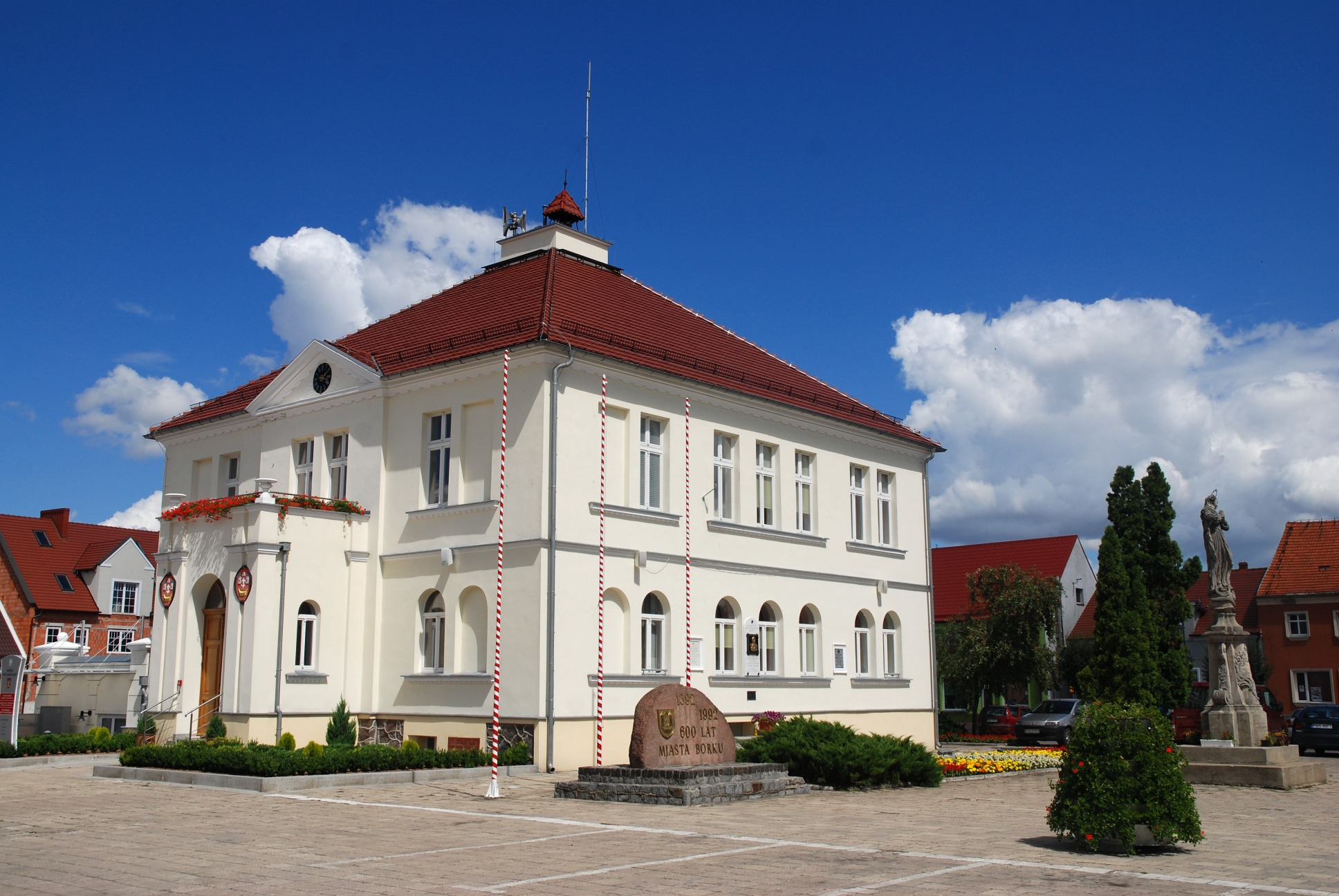
Ratusz

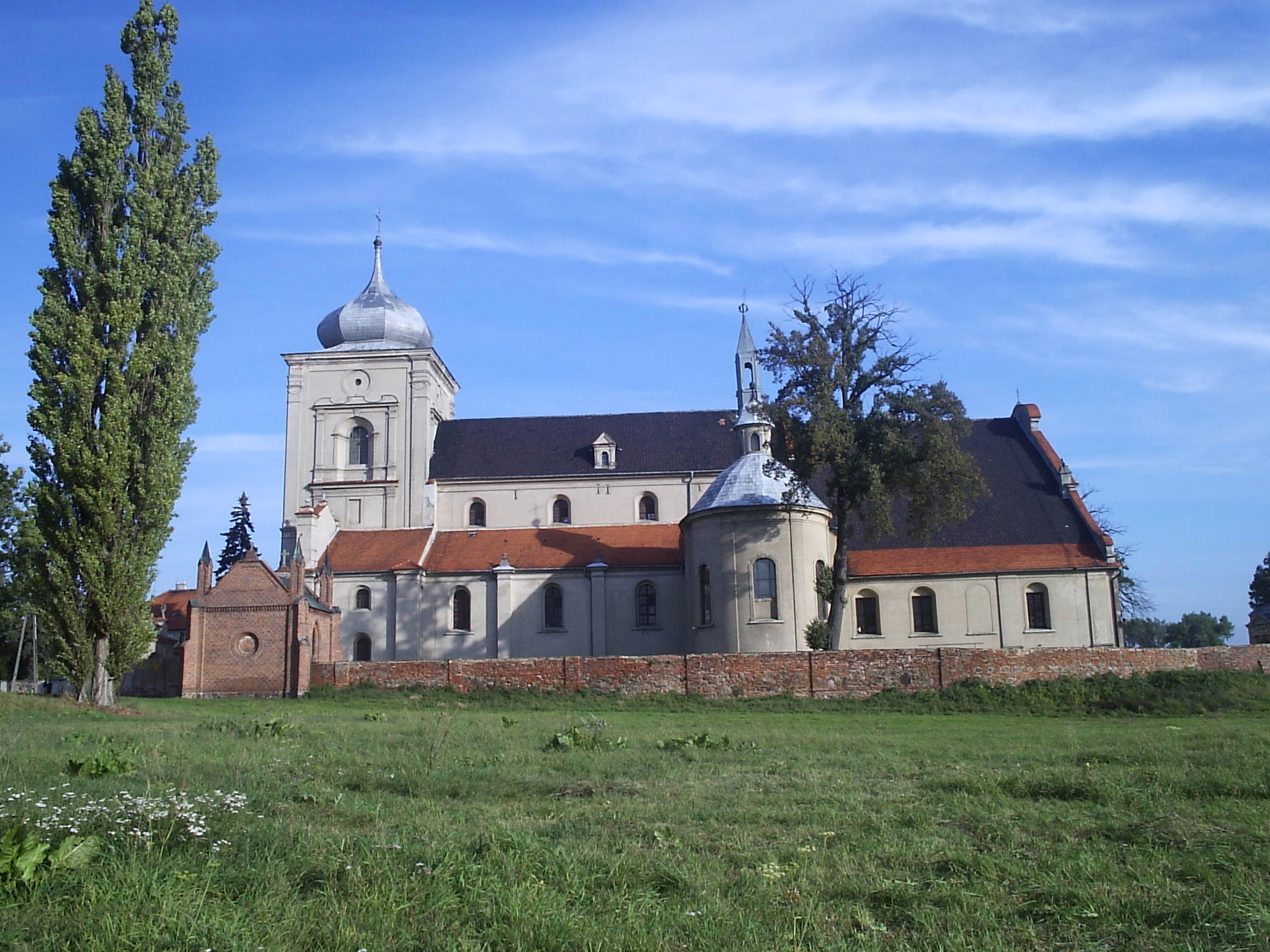
Sanktuarium Matki Bożej Pocieszenia

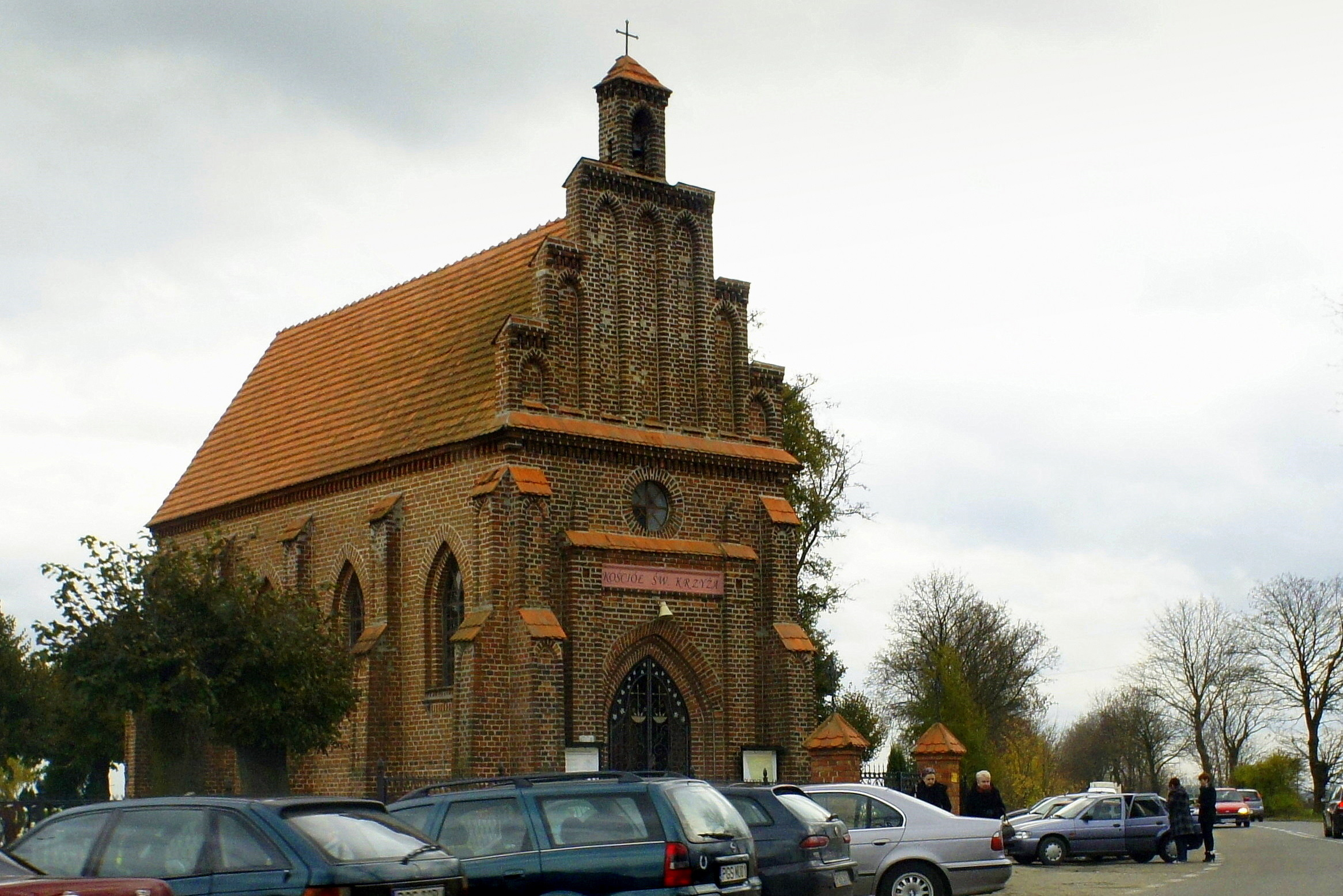
Kościół pw. św. Krzyża

Borek Wielkopolski (niem. Borken; do 21 listopada 1958 Borek) – miasto w Polsce w województwie wielkopolskim, w powiecie gostyńskim, około pół kilometra na zachód od rzeki Pogony, na zachodnim krańcu Wysoczyzny Kaliskiej. Miasto jest siedzibą gminy miejsko-wiejskiej Borek Wielkopolski.
Miasto jest siedzibą parafii Pocieszenia NMP. W strukturze kościoła rzymskokatolickiego parafia należy do metropolii poznańskiej, archidiecezji poznańskiej, dekanatu boreckiego.
Według danych z 31 grudnia 2009 r. miasto liczyło 2527 mieszkańców. Zajmuje powierzchnię 616 kilometrów kwadratowych.

## Podział administracyjny
Borek Wielkopolski składa się z trzech części: Starego Miasta, osiedla 600-lecia oraz osiedla Północ.

## Historia
Borek posiada długą oraz interesującą historię. Jego początki sięgają wsi Borowo, która po raz pierwszy została wspomniana w dokumentach z 1298 roku. Pierwszym właścicielem osady był Dominik de Borek. W XIV wieku, na prawym brzegu Pogony, istniała wieś Zdzież, zaś na lewym brzegu, obecnym miejscu Zdzieża, znajdowało się pastwisko znanym jako Smogorz. Pod koniec XIV wieku dziedzicem stał się Henryk Zimnowodzki, kasztelan książęcy oraz dworzanin Władysława Jagiełły. Dzięki łatwemu uzyskaniu w 1392 roku przywileju od monarchy, rozpoczął on budowę zamku, ratusza oraz kościoła na Smagorzu, przekształcając go w miasto Zdzież (prawa miejskie). W 1395 roku Zdzież został już umocniony rowem oraz wałami ziemnymi.
Spory rodzinne między Henrykiem Zimnowodzkim, a braćmi szybko doprowadziły do utraty miasta. Nowym właścicielem został Andrzej Xanecki. Z dokumentów wynika, że w latach 1416–1423 dziedzicem w Borku był Wojciech Wyskocki. Wykorzystał on fakt spalenia Zdzieża w 1423 roku i prawdopodobnie przepisał przywilej lokacyjny na miejscowość Borek. Po częściowej odbudowie miasto Zdzież istniało jedynie do roku 1435. Następnie stopniowo przekształciło się w wieś, stając się integralną częścią Borku. Historycy sugerują, że Borek zdobył status miasta tylko z powodu nieudanej próby lokacji dla Zgierza. Pomimo niezbyt korzystnego położenia (Borek nie leżał na szlaku handlowym), szybko się rozwijał. Okres największego rozkwitu przypadł na lata XV i XVI wiek. Przez wiele stuleci Borek pozostawał prywatnym miastem. W zapisach z roku 1423 jako właściciel miasta figurował Mikołaj ze Zdzieża. 
W czasie wojny trzynastoletniej Borek wystawił w 1458 roku 8 pieszych na odsiecz oblężonej polskiej załogi zamku w Malborku. Od czasu lokacji miasta zezwolono żydowskim uciekinierom z Niemiec, Czech i Śląska na osiedlanie się w Borku.
Księgi miejskie wymieniają poniższych właścicieli: Tumigrała herbu „Wczele”, Dominika z Jeżewa, jego syna Sędziwoja oraz Wojciecha Wyskockiego. Przez kolejne 130 lat, począwszy od 1469 roku, miasto pozostawało w rękach rodziny Bnińskich. W roku 1599 nabył je ksiądz Mateusz Borzewski herbu Lubicz, opat cystersów w Lądzie. Następnie Borek odziedziczył jego syn [sic!] Andrzej Borzewski. W 1635 roku Borek przeszedł w ręce Stanisława Przyjemskiego, marszałka nadwornego koronnego. Kolejni członkowie tej rodziny dziedziczyli miasto aż do 1726 roku, kiedy to miasto i przylegające dobra nabył Kazimierz Sapieha, wojewoda litewski. W roku 1761 dobra boreckie wraz z miastem przeszły na własność Jana Nieświatowskiego. W roku 1832, Józef Kalasanty Nieświatowski, wnuk Jana, popadł w bankructwo i z obawy przed wierzycielami zaczął się ukrywać, m.in. w Bruczkowie. W celu uporządkowania sprawy, nad miastem ustanowiono administrację przymusową i wystawiono je na licytację. 6 lutego 1833 roku, za kwotę 55 050 talarów, Karol Graeve - Niemiec z Westfalii, nabył miasto. Był on ostatnim prywatnym właścicielem miasta i majątku. W roku 1834 nastąpił rozdział miasta od wsi. Do tego czasu właściciele rezydowali na zamku. Ze względu na jego zły stan baron Graeve nakazał zburzyć zamek, a sam wraz z rodziną przeniósł się do nowo wybudowanego pałacu w Karolewie.
Borek przez lata był ośrodkiem sukiennictwa, później płóciennictwa. Od roku 1793 miasto pozostawało w granicach Królestwa Prus, a następnie, do 1918 w granicach Cesarstwa Niemieckiego. W czasie zaboru Borek należał do powiatu Krotoszyn (istniał w latach 1793–1919). Według spisu urzędowego z 1837 roku miasto liczyło 1 750 mieszkańców, którzy zamieszkiwali 202 dymy (domostwa). W połowie XIX wieku działał tu jeden z nielicznych na zachodzie cadyków Elijahu Guttmacher. W 1855 roku gmina żydowska wybudowała murowaną synagogę. W pobliżu była łaźnia rytualna, dom modlitw oraz żydowska szkoła ludowa (działała od 1831 do 1910 roku). Murowana synagoga zastąpiła poprzedniczkę, zapewne starą, drewnianą, synagogę. Gmina posiadała również cmentarz zlokalizowany na tzw. „Lisiej Górze” (obecnie ul. Lisia) w odległości ok. 2–2,5 km od miasta.
W roku 1866 rozpoczął w Borku działalność Bank Spółdzielczy, rok wcześniej rozpoczęto budowę linii kolejowej Jarocin – Leszno, którą zakończono w roku 1888. W roku 1880 powstało Towarzystwo Przemysłowców i Kupców. W roku 1912 wybudowano gazownię, w roku 1926 mleczarnię, rok później powstałą pierwsza apteka. 
Podczas I wojny światowej wielu mieszkańców zostało wcielonych do armii niemieckiej jako poddanych cesarza II Rzeszy Niemieckiej. Upadek państw centralnych, rozpad Austro-Węgier oraz klęska carskiej Rosji ożywiły ducha patriotyzmu wśród Polaków. Wróceni z frontów I wojny światowej żołnierze oraz lokalni patrioci z Borku rozpoczęli wysiłki mające na celu odzyskanie niepodległości. W wyniku tych działań powstał werbunek, a później oddział ochotników z Borku pod dowództwem Ignacego Talarczyka wyruszył do walki w powstaniu wielkopolskim. Ludzie ci, pochodzący z ziemi gostyńskiej, w tym z Borku, zostali włączeni jako część dawnego zgrupowania „Leszno” do 6 Pułku 2 Dywizji Strzelców Wielkopolskich zgodnie z rozkazem dziennym nr 61 Dowództwa Głównego z 6 marca 1919 roku. Zawarcie rozejmu w Trewirze 16 lutego 1919 roku oraz akceptacja zdobyczy Powstania Wielkopolskiego na konferencji pokojowej w Paryżu przyniosły mieszkańcom Borku, włącznie z Wielkopolską, długo wyczekiwaną niepodległość. 
W 1932 roku Ministerstwo Wyznań Religijnych i Oświecenia Publicznego skasowało gminę żydowską w Borku i włączyło ją do gminy żydowskiej w Lesznie. 
Podczas II wojny światowej oddziały niemieckie wkroczyły do Borka 8 września 1939 roku. Na początku okupacji niemieckiej, w dniach 4 – 8 grudnia 1939 roku, Żydzi z Borka zostali deportowani w głąb Generalnego Gubernatorstwa, w okolice Baranowa i Tarnobrzegu. Od samego początku obowiązywał rygor wojenny, a co 24 godziny hitlerowcy wybierali spośród polskiej ludności pięciu mężczyzn, którzy byli przetrzymywani jako zakładnicy w budynku przy Rynku 13. 15 października 1939 roku to data, kiedy nasiliły się represje. Tego dnia funkcjonariusze Gestapo zatrzymali sześciu ludzi zamieszkujących miasto i okolicę, w tym Henryka Grocholskiego, właściciela Zimnowody, oraz Antoniego Graeve, który był właścicielem Karolewa. Pięciu spośród zatrzymanych zostało straconych 21 października w Gostyniu. Od wiosny 1941 roku Niemcy w mieście utworzyli obóz pracy dla Żydów (Judenlager). Więźniowie naprawiali i budowali drogi w mieście (m.in. w okolicach obecnego ośrodka zdrowia) i okolicach (m.in. budowali drogę Borek – Strumiany). Zostali ulokowani w magazynie (spichrzu) na tyłach posesji Rynek 25b w sąsiedztwie starej szkoły. Przetrzymywano od około 20 do ponad 40 osób (np. w listopadzie 1941 – 41, w maju 1943 – 20). 28 sierpnia 1943 roku obóz został zlikwidowany. W roku 1943 nazistowskie władze okupacyjne Niemiec zmieniły nazwę miasta na Börke. Miasto zostało zdobyte przez Armię Czerwoną 25 stycznia 1945 roku.   
W latach 1954–1972 miasto było siedzibą władz gromady Borek. W roku 1958 miasto zostało przemianowane z Borek na Borek Wielkopolski.
W latach 1975–1998 miasto administracyjnie należało do woj. leszczyńskiego. Obecnie Borek Wielkopolski jest lokalnym ośrodkiem handlowo-usługowym z drobnym przemysłem.

## Demografia
- W 1794 roku mieszkało w mieście 448 Żydów (34,4% ogółu mieszkańców), w 1800 roku – 243 (20,9%), w 1837 roku – 532, w 1840 roku– 591 (32,6%), w 1842 roku – 581, w 1849 roku – 437, w 1871 roku – 379 (18,8%), w 1895 roku – 150 (7,2%) albo 157 (7,6%), w 1899 roku – 150, w 1903 roku – 117 (5,9%, 30 rodzin), w 1905 roku – 109, w 1912 roku – 63, w 1916 roku – 48[15].
- Piramida wieku mieszkańców Borku Wielkopolskiego w 2014 roku[1].

## Zabytki
- Sanktuarium Matki Boskiej Pocieszenia z XVII wieku, słynące z cudownego obrazu Matki Bożej Boreckiej z lat 1550-1575
- Kościół farny pw. św. Stanisława Biskupa z XV wieku
- Plebania z XVIII wieku
- Ratusz z 1853 roku
- Domy z XIX wieku

## Transport
W mieście krzyżują się drogi krajowe i wojewódzkie:
- Droga krajowa nr 12 – kierunek: Łęknica – Leszno – Borek Wielkopolski – Lublin – Dorohusk. 17 grudnia 2007 r. otwarto[17] obwodnicę w ciągu DK 12 o długości 5,1 km. Jest to trasa klasy GP – szerokość jezdni 8 metrów wraz z poboczami o szerokości 2m.
- Droga wojewódzka nr 437 – kierunek Dolsk
- Droga wojewódzka nr 438 – kierunek Koźmin Wielkopolski

Przez Borek Wielkopolski przebiega linia kolejowa Leszno – Gostyń – Jarocin.
Do Borku Wielkopolskiego kursują:
- linia C komunikacji miejskiej z Koźmina Wlkp[18],
- linia 14 komunikacji miejskiej z Jarocina[19].

## Edukacja
- Zespół Szkolno-Przedszkolny w Borku Wielkopolskim[20]
- Zespół Szkół im. Powstańców Wielkopolskich

## Sport
- Ludowy Klub Sportowy Wisła Borek Wielkopolski – klub piłkarski grający w piątej lidze w grupie leszczyńskiej.
- Uczniowski Klub Sportowy Borek Wielkopolski – sekcja piłki ręcznej dziewcząt, w roku 2008 zdobyły wicemistrzostwo województwa wielkopolskiego, trenerka: Elżbieta Wojciechowska (od początku powstania sekcji szczypiornistek zarejestrowanej jako klub w Wielkopolskim Związku Piłki Ręcznej).

## Miasta partnerskie
Od lipca 2010 roku Borek Wielkopolski współpracuje folklorystycznie z francuskim miastem Le Mesnil-Esnard w regionie Normandia.